# Kër Thiossane
Kër Thiossane è un'associazione non profit senegalese che si dedica in particolare alla promozione dell'arte digitale in Senegal e in Africa. Kër Thiossane ha sede a Dakar nel quartiere Sicap Liberté II. Il nome dell'associazione nasce dall'unione di due parole, Kër e Thiossane, che in lingua wolof (la lingua ufficiale del Senegal) significano "la casa" "della cultura tradizionale senegalese".

## Storia

### L'organizzazione Kër Thiossane
Kër Thiossane viene fondata a Dakar a maggio 2002 da Momar François Sylla e Marion Louisgrand e apre uno spazio pubblico digitale. La creazione di Kër Thiossane è sostenuta dal 2001 dalla Fondazione Daniel Langlois per l'arte, la scienza e le nuove tecnologie. 
Nel 2010 la sede viene allargata per ospitare delle residenze d'artisti.
Nel 2008, durante Dak'Art 2008, il centro promuove la prima edizione del Festival Afropixel e la seconda edizione nel 2010, durante Dak'Art 2010. Nel 2009 viene avviato il progetto internazionale biennale Rose des Vents Digital Project (bussola digitale) in partenariato con Centre culturel Soleil d’Afrique di Bamako in Mali, Mains d’œuvres di Parigi, OMDAC della Martinica e Trinity Session del Sudafrica e con il sostegno di Unione europea (programma paesi ACP), Arts Collaboratory, Fondazione Prince Claus, Fondazione lettera27, Fondazione Sonatel, CulturesFrance, Organizzazione internazionale della francofonia e di alcuni sponsor.

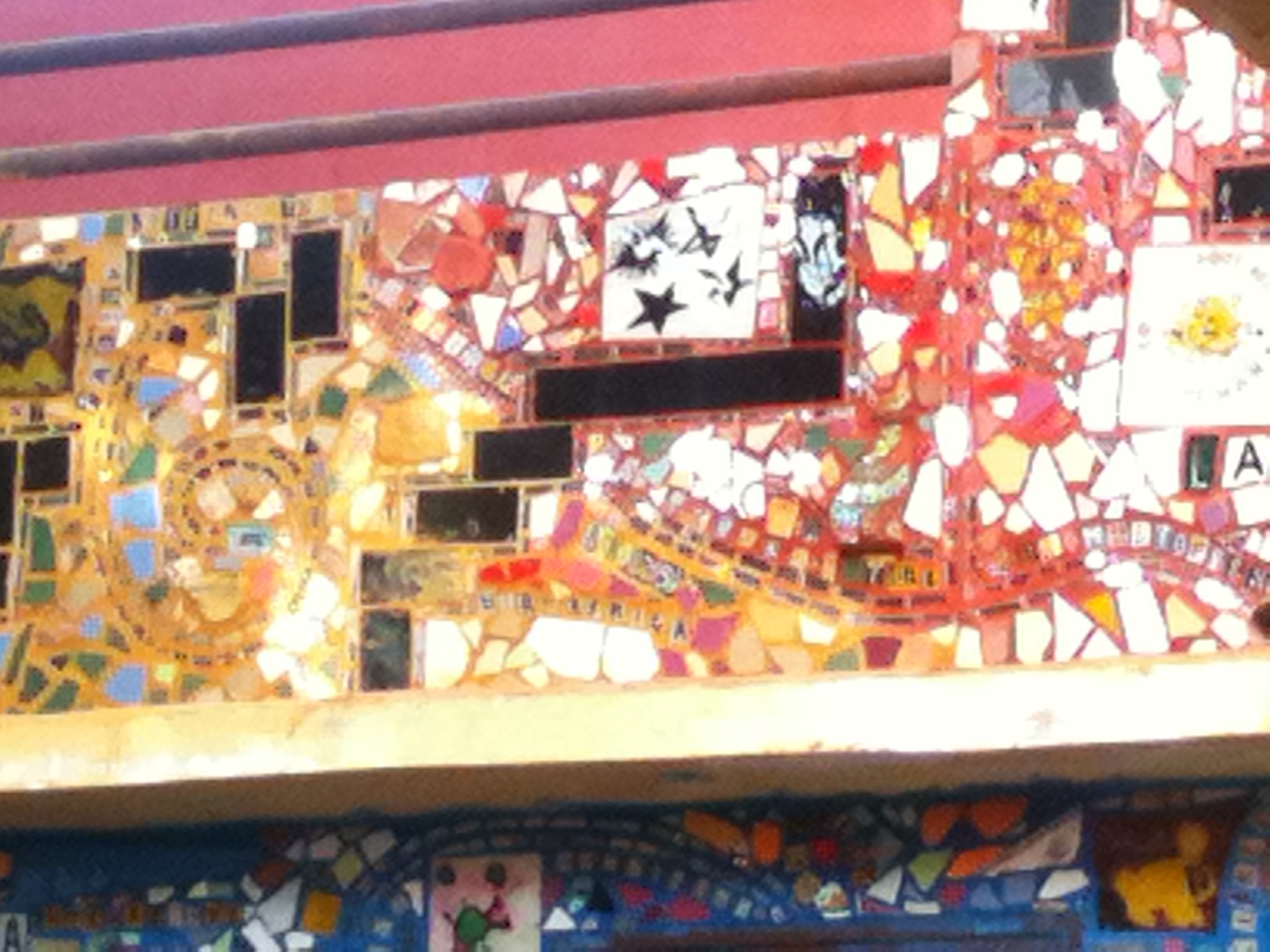
Murales di Kan-Sy nel cortile di Kër Thiossane, 2012.

## Attività
Diversamente da un cybercafé, Kër Thiossane promuove la ricerca creativa e innovativa, l'interazione tra discipline diverse (musica, danza, teatro, arti visive…), gli scambi e le collaborazioni. Il centro fa parte del network Artfactories ed è collegato a numerosi centri multidisciplinari; questo permette a Kër Thiossane di offrire agli artisti che vivono a Dakar relazioni e scambi internazionali. 
Kër Thiossane è una sede di ricerca e di pratica artistica, che incoraggia la creatività e l'espressione delle culture - in particolare utilizzando le nuove tecnologie e i nuovi media -, in cui vengono promossi i diritti senegalesi, che siano essi di natura sociale, politica, artistica o culturale.

### Programma durante la Biennale di Dakar
Fin dalla sua nascita in occasione della Biennale di Dakar, Kër Thiossane contribuisce al programma dell'evento, organizzando residenze di artisti, mostre, performance e convegni. Durante la Biennale di Dakar del 2002, il centro presenta il progetto artistico Une voyante m'a dit… creato dall'artista russa Olga Kisseleva insieme a cinque studenti della Scuola d'arte di Dakar. Durante Dak'Art 2008, ha organizzato la prima edizione del Festival Afropixel e durante Dak'Art 2010 la sua seconda edizione.

### Festival Afropixel
Il Festival Afropixel è dedicato ad arte e tecnologia. 
La prima edizione si concentra sui software liberi e organizza una conferenza e una serie di laboratori.

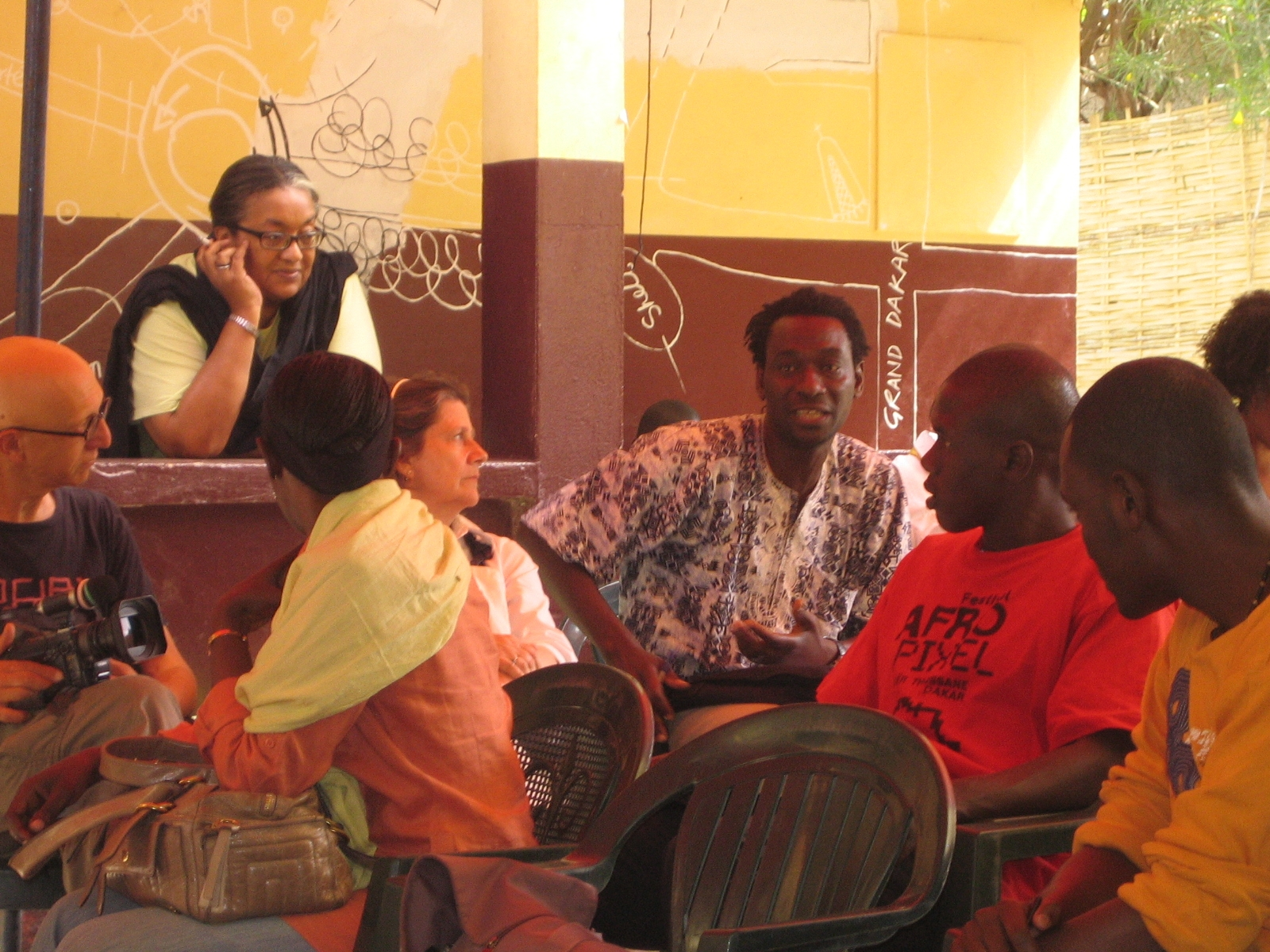
Conference Afropixel Festival, 2008

La seconda edizione ha come titolo Art, Technologies et Transformations sociétales en Afrique (arte, tecnologie e trasformazioni sociali in Africa). Viene organizzato un laboratorio per la produzione del primo esemplare della Valise Pédagogique, sono ospitati degli artisti in residenze e viene prodotta una performance di Trinity Session. Il convegno si concentra sul Do It Yourself, (fai da te).

### Valigia pedagogica
La valigia pedagogica - Valise pédagogique Création Interactive - è un kit di strumenti open source per la produzione di arte digitale e interaction design. La valigia è pensata sia come strumento didattico che come una raccolta di risorse necessarie per la produzione di nuove opera.

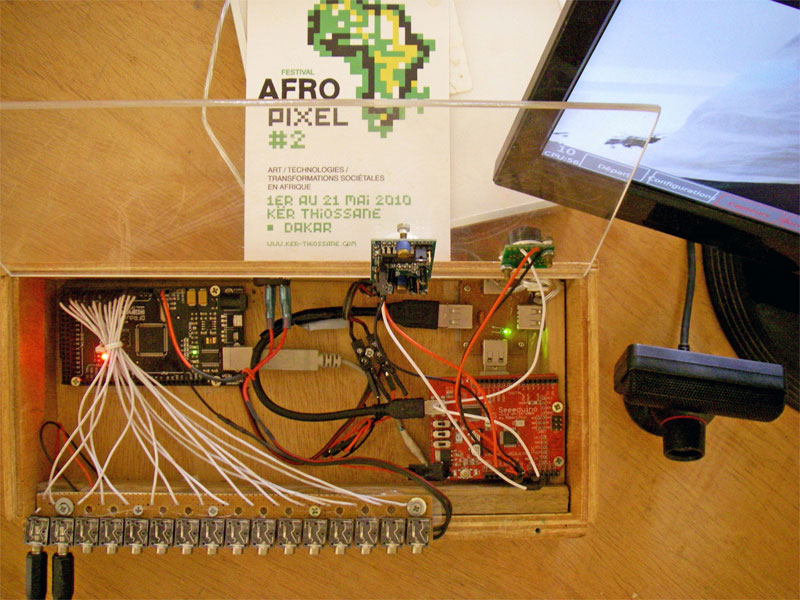
Valise Pédagogique
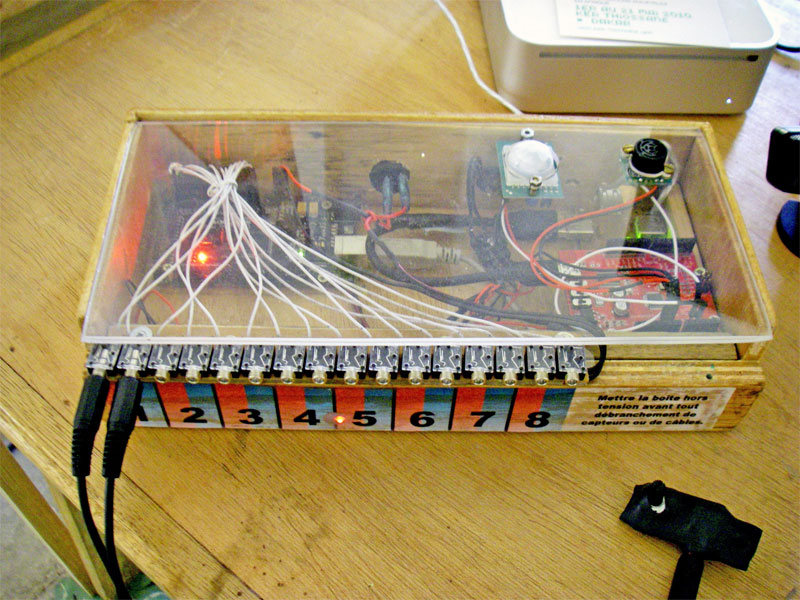
Valise Pédagogique